# Thelia asprella
Thelia asprella là một loài Rêu trong họ Theliaceae. Loài này được (Schimp.) Sull. & Lesq. miêu tả khoa học đầu tiên năm 1856.